# 배추
배추(←근대 한어: 白菜 [*pajᴸᴸtsʰajᴰ]) 또는 숭채(菘菜)는 순무의 재배종으로, 밭에서 재배하는 두해살이 잎줄기 채소이다.

## 생태
뿌리에서 나오는 잎은 옅은 녹색을 띠며, 거꾸로 된 달걀 모양이고 끝이 둥글다. 고르지 않은 톱니가 있는 잎 가장자리는 물결 모양으로 주름이 진다. 잎 중앙에는 흰색을 띠는 넓은 중앙맥이 있다. 잎은 보통 서로 감싸면서 단단한 덩어리를 이루는데, 가운데 잎은 햇빛을 받지 못해 노랗게 된다. 배추는 잎이 자라는 생장 전기에는 약 20°C, 결구(結球)하는 생장 후기에는 약 15~16°C의 비교적 서늘한 기후가 필요하다. 배추는 극한 저온에서는 성장이 더디기 때문에 대한민국에서 대부분 적도에 가까운 전라도와 같은 남부 지방에서 자라지만, 결구기에는 밤낮의 기온 차가 커야 결구가 잘 되므로 강원특별자치도 등 고랭지에서 결구배추를 재배하기도 한다. 남부 지방에서는 배추가 밭에서 겨울을 난 다음, 이듬해 봄에 잎 가운데에서 꽃대가 올라와 노란색 꽃이 총상꽃차례에 무리지어 핀다. 그러나 중부 이북지방에서는 배추가 겨울에 얼어 죽으므로 씨를 받으려면 온실이나 움 속에 넣었다가 봄에 꺼내 심어야 한다. 꽃은 꽃받침잎과 꽃잎이 각각 네 장이며, 수술이 6개로 그 중 4개가 길다 배추나 무와 같이 꽃받침잎과 꽃잎이 4장이고, 꽃잎 4장이 십자가 모양을 이루므로 십자화과 식물이라고 한다. 열매는 긴 원기둥 모양이고 끝에 긴 뿌리가 있으며, 익으면 벌어져 검은빛이나 또는 갈색 씨가 나온다.

## 품종
배추의 품종 분류는 학자에 따라 다르나 한국에서는 결구 형태나 재배 기간의 장단에 따라 나누는 것이 일반화했다.
재배 기간에 따라서는 크게 조생종·중생종·만생종으로 나눌 수 있다. 조생종은 생육기간이 55일 미만인 것과 60일이 되는 두가지가 있는데, 55일 미만인 것에는 얼갈이배추·서울배추가 있고, 60일이 되는 것에는 만춘배추·60일배추 등이 있다. 중생종은 생육기간이 약 65일 정도 걸리는데, 조생미호배추·전승배추·고랭지여름배추·조생가락배추 등이 있다. 만생종은 생육기간이 70-75일 정도로 미호70일배추·삼진배추·보관70일배추·이상가락배추·올림픽배추 등이 있다. 만생종 가운데 내병불암3호배추·대형보관배추 등의 품종은 85-90일 정도가 걸린다.
결구형태에 따라서는 결구가 되지 않는 불결구품종과 결구종으로 나눈다. 결구종은 다시 각각의 배추잎이 중심부에 모이나 앞끝이 겹치지 않는 포합형과 양배추처럼 잎이 중앙부위를 넘게 자라서 잎끝이 서로 덮이는 포피형으로 나누는데, 근래에는 이들의 중간형인 반포피종도 많이 육성되고 있다. 반결구종으로는 서울배추·얼갈이배추가 있다. 결구배추 가운데 가장 많이 재배되는 것은 미호배추·전승배추·만점배추·올림픽배추·장원배추·가락신1호배추 등의 일대잡종인 포합형이다. 포합형은 생육기간이 70일 정도이고 구고(球高)가 26~28센티미터, 구폭이 18~20센티미터이며 평균 무게는 3킬로그램 내외이다. 포합형으로 생육 기간이 짧은 품종은 파종후 60일이면 수확하는 60일배추가 있다. 포피형은 강력대형가락배추·내병불암3호배추 등이 있는데, 생육기간은 75일이며 구고 30~34센티미터, 구경 20~24센티미터, 무게 4~5킬로그램으로 대형이다. 반포피형에는 삼미55일배추·조생가락배추(생육일수 65일)·삼진배추(생육일수 70-75일) 등이 있다.

## 생육 조건
배추는 서늘한 기후를 좋아하는 저온성 채소로서 생육 기간은 50~90일이다. 생육 초기에는 높은 온도에 잘 견디나 생육에 가장 알맞은 온도는 20°C 전후이고 결구의 최적온도는 15~16°C이다. 과거에는 가을에만 재배되었으나 근래에는 봄철 하우스 재배 및 여름철 고랭지 재배도 시행되고 있다. 온도가 천천히 내려갈 때에는 영하 8°C까지 견디나 갑자기 추워지면 영하 3~4°C에서 동해를 입는다. 종자는 젖은 상태에서 10°C 이하로 일주일이 경과되면 꽃눈 분화를 하는 종자춘화형(種子春化形)이다. 또 어린 식물도 어느 정도 자라기 전에 13°C 이하의 저온을 받으면 꽃눈이 분화하여 결구가 되지 않는다. 특히 이런 현상은 하우스나 비닐 터널을 이용한 봄재배에서 자주 볼 수 있다. 배추는 자라는 데 충분한 수분이 필요하며 물빠짐이 좋은 사질양토(모래진흙)가 좋다.

## 재배
재배 방법은 시기에 따라 1, 2월에 비닐하우스 안에 파종했다가 4월에 수확하는 촉성 및 반촉성재배, 4월에 파종하여 6월에 수확하는 봄재배, 해발 600미터 이상 되는 고랭지에서 5, 6월에 파종하여 8, 9월에 수확하는 고랭지지배, 결구가 되지 않는 품종을 6, 7월에 평지에 파종하여 7, 8월에 수확하는 여름재배 등으로 나눌 수 있는데, 흔히는 8월에 파종하여 11월에 수확하는 가을재배이다. 파종 적기는 재배 방법이나 지역에 따라 다르나 가을재배는 그 지방의 평균기온이 15°C가 되는 날부터 35일 전에 파종하여야 한다. 만일 이보다 늦게 파종하면 충분히 결구되지 못하므로 상품성이 떨어진다. 반면에 촉성이나 반촉성재배는 최저기온이 13°C 이하가 되지 않게 관리해야 한다. 왜냐하면 이와 같은 낮은 온도에서 약 2주일간 자라게 되면 꽃눈이 생겨서 결구가 되지 않고 꽃대가 오르기 때문이다.

## 쓰임새
배추는 김치를 만드는 데 중심인 재료이다. 특히 초겨울에는 김장을 하느라 대량 소비되고 있다. 따라서 작황이 좋지 못한 해에는 왕왕 배추 파동이 일기도 한다. 이밖에 배추로는 국을 끓이기도 하고 쌈을 싸서 먹기도 한다. 또 전이나 기타 다른 음식의 부재료로 많이 쓰인다. 배추 100그램에는 회분 0.4밀리그램, 칼슘 55밀리그램, 철 0.3밀리그램, 칼륨 230밀리그램, 비타민 C 32밀리그램이 함유되어 있어서 비타민과 무기질 공급원으로 우수하다.

## 효능
식이섬유가 많아 변비에 좋고, 비타민과 무기질이 풍부하여 감기 예방과 면역력 증가에도 효과가 있다.

## 역사
배추는 500년 역사를 통하여 김장용으로 한국채소의 왕좌를 차지하며 특히 개성보쌈김치용의 개성배추는 재래고추와 함께 최고의 품질을 자랑한다고 하였다. 김치용 배추는 1909년에 개성·청국·청채·고채 종에 대한 시험을 거쳐 1910년에는 청국배추 1호와 2호가 청채·개성배추와 더불어 최초로 비교시험이 되었고 이때의 10a당 수량은 각각 1,114관 · 1,355관 · 672관과 806관으로 조사되었다. 품종비교시험은 각 지역의 종묘장에서도 소극되게 이어져서 1920년에는 지부·직예가 공시되었고(경북), 1924년에는 포두련(동경포두련은 1910년에 도입)을 위시한 5개 품종이 공시되었다(경기). 그 뒤로 1931년 및 충남농시에 지부·금주·포두련청나 포련두백나·직예·화심을 비롯한 일본종 야기·애지 배추와 산동성 품종들이 공시되고 있었다. 그러나 실제 전국 각지에서는 중국인이나 일본인에 따른 품종도입 및 간이시험에 따른 품종 소개가 이보다 훨씬 많았을 것으로 보인다.

## 사진 갤러리

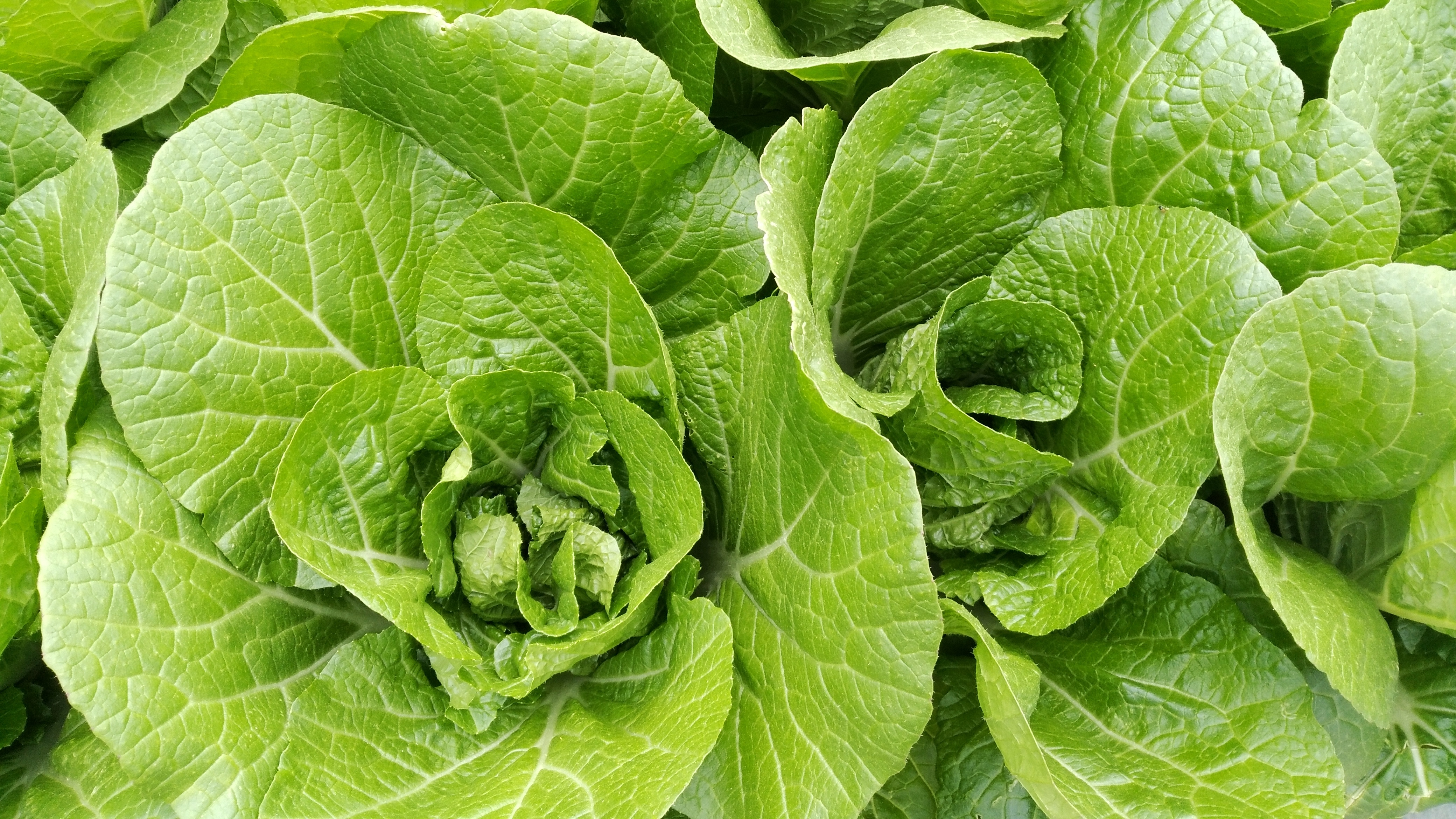
배추 (4월)

## 같이 보기
- 겨울배추생산자단체협의회
- 배추흰나비
- 글루코시놀레이트